# Ornitină
Ornitina (sau acidul 2,5-diaminopentanoic) este un aminoacid non-proteinogen, fiind un intermediar cu rol important în ciclul ureei. L-Ornitina se formează în urma acțiunii enzimei arginază asupra L-argininei în organismul animal, rezultând ureea în cadrul ultimei etape a ciclului ureei. Ornitina nu este un aminoacid codat de ADN, și deci nu participă la sinteza proteinelor. 
La plante, ornitina este un precursor al alcaloizilor tropanici. 
Prin decarboxilarea ornitinei, rezultă putresceină, diamina care conferă cadavrelor mirosul acestora specific. 
Ornitina sintetică este creată prin hidroliza în mediu alcalin a argininei.